# Liste der altrömischen Könige
Die Quellenlage für die römische Frühzeit ist ausgesprochen schlecht. Da es im Vergleich zu den Kaisern des Römischen Reiches praktisch keine gesicherten historischen Quellen bezüglich der römischen Könige gibt, kann man sich bei Lebenslauf und Daten der einzelnen Könige auf der Liste der altrömischen Könige oftmals wenig sicher über deren Wahrheitsgehalt sein. Im Laufe der Jahrhunderte wurden die übriggebliebenen Informationen der frühen Herrscher von den römischen Autoren mit mancherlei Wundersagen angereichert (siehe Titus Livius), um eine schon frühe Stärke und Bedeutung Roms zu demonstrieren. Diese Vorgehensweise sorgte auch bei manchen Römern für Missmut; so handelte der Geschichtsschreiber Tacitus in seinem Abriss der römischen Geschichte zu Beginn seines Geschichtswerks Annales die Königszeit mit dem Satz Urbem Romam a principio reges habuere („Die Stadt Rom beherrschten in allererster Zeit Könige“) kurz ab.
Die folgende Liste gibt den derzeitigen Forschungsstand wieder, wie die Königsliste ausgesehen haben könnte. Allerdings gibt es nicht wenige Althistoriker, die zumindest die Existenz der ersten vier Herrscher ganz bestreiten und auch die Regierungsdaten der letzten drei anzweifeln – denn vieles deutet darauf hin, dass das Königtum in Rom in Wirklichkeit erst später, um 470, abgeschafft wurde.
| Name (Lebensdaten) | Herrschaftszeit | Anmerkungen                                                                           |
| --- | --------------- | ------------------------------------------------------------------------------------- |
| Romulus | 753–716 v. Chr. | Nach dem Raub der Sabinerinnen Herrschaft gemeinsam mit dem Sabinerkönig Titus Tatius |
| Numa Pompilius (* 750 v. Chr.; † 672 v. Chr.) | 715–672 v. Chr. |                                                                                       |
| Tullus Hostilius (* um 710 v. Chr.; † 640 v. Chr.) | 672–640 v. Chr. |                                                                                       |
| Ancus Marcius (* 675 v. Chr.; † 616 v. Chr.) | 640–616 v. Chr. |                                                                                       |
| Lucius Tarquinius Priscus | 616–578 v. Chr. |                                                                                       |
| Servius Tullius (* unbekannt; † 534 v. Chr.) | 578–534 v. Chr. |                                                                                       |
| Lucius Tarquinius Superbus (* unbekannt; † um 495 v. Chr.) | 534–510 v. Chr. |                                                                                       |
| Es wird berichtet, im Jahre 510 v. Chr. sei der letzte römische König Lucius Tarquinius Superbus vertrieben worden und die ersten Konsuln der Römischen Republik seien gewählt worden (siehe: Liste der römischen Konsuln). |                 |                                                                                       |

Im Heiligen Römischen Reich führte der König, der noch nicht die Kaiserwürde innehatte, den Titel Römischer König. Napoleon Franz Bonaparte, der Sohn Napoleon Bonapartes, führte den Titel König von Rom (Roi de Rome).